# Lista de gêneros de Orchidaceae
A família Orchidaceae possui 902 gêneros reconhecidos atualmente.

## A
- Aa
- Abdominea
- Acampe
- Acanthephippium
- Acianthera
- Acianthus
- Acineta
- Acriopsis
- Acrochaene
- Acrolophia
- Acrorchis
- Ada (orquídea)
- Adamantinia
- Adenochilus
- Adenoncos
- Adrorhizon
- Aenhenrya
- Aerangis
- Aeranthes
- Aerides
- Aetheorhyncha
- Aganisia
- Aglossorrhyncha
- Agrostophyllum
- Alamania
- Alatiliparis
- Alismorchis
- Altensteinia
- Amalia
- Ambrella
- Amesia
- Amesiella
- Amitostigma
- × Anacamptiplatanthera
- Anacamptis
- × Anacamptorchis
- Anathallis
- Ancistrochilus
- Ancistrorhynchus
- Andinia
- Androcorys
- Angraecopsis
- Angraecum
- Anguloa
- Anoectochilus
- Ansellia
- Anthogonium
- Aphyllorchis
- Aplectrum
- Aporostylis
- Apostasia
- Appendicula
- Aracamunia
- Arachnis
- Archivea
- Arethusa
- Armodorum
- Arnottia
- Arpophyllum
- Arthrochilus
- Artorima
- Arundina
- Asarca
- Ascidieria
- Ascocentropsis
- Ascocentrum
- Ascochilopsis
- Ascochilus
- Ascoglossum
- Aspasia
- Aspidogyne
- Aulosepalum
- Auxopus

## B
- Barbosella
- Barkeria
- Bartholina
- Basiphyllaea
- Baskervilla
- Batemannia
- Beadlea
- Beclardia
- Beloglottis
- × Bensteinia
- Benthamia
- Benzingia
- Bhutanthera
- Biermannia
- Bifrenaria
- Bipinnula
- Blephariglottis
- Bletia
- Bletilla
- Bogoria
- Bolusiella
- Bonatea
- Brachionidium
- Brachycorythis
- Brachypeza
- Brachystele
- Bracisepalum
- Braemia
- Brasiliorchis
- Brassavola
- Brassia
- × Brassocattleya
- Bromheadia
- Broughtonia
- Brownleea
- Bryobium
- Buchtienia
- Bulbophyllum
- Bulleyia
- Burnettia

## C
- Caladenia
- Calanthe
- × Calassodia
- Caleana
- Callista
- Callostylis
- Calochilus
- Calonema
- Calopogon
- Caluera
- Calymmanthera
- Calypso
- Calyptrochilum
- Camaridium
- Campanulorchis
- Campylocentrum
- Capanemia
- Cardiochilos
- Catasetum
- Cattleya
- × Catyclia
- Caucaea
- Caularthron
- Centroglossa
- Centrostigma
- Cephalanthera
- Cephalantheropsis
- × Cephalopactis
- × Cephalorchis
- Ceratandra
- Ceratocentron
- Ceratochilus
- Ceratostylis
- Chamaeangis
- Chamaeanthus
- Chamaegastrodia
- Chamaeleorchis
- Chamelophyton
- Chamorchis
- Changnienia
- Chaseella
- Chaubardia
- Chaubardiella
- Chauliodon
- Cheiradenia
- Cheirostylis
- Chelonistele
- Chiloglottis
- Chilopogon
- Chiloschista
- Chloraea
- Chondrorhyncha
- Chondroscaphe
- Christensonella
- Christensonia
- Chroniochilus
- Chrysoglossum
- Chusua
- Chysis
- Chytroglossa
- Cirrhaea
- Cirrhopetalum
- Cischweinfia
- Claderia
- Cleisocentron
- Cleisomeria
- Cleisostoma
- Cleisostomopsis
- Cleistes
- Cleistesiopsis
- Clematepistephium
- Clowesia
- Coccineorchis
- Cochleanthes
- Codonorchis
- Codonosiphon
- Coelia
- Coeliopsis
- Coelogyne
- Cohniella
- Coilochilus
- Collabium
- Comparettia
- Conchidium
- Constantia
- Cooktownia
- Corallorhiza
- Cordiglottis
- Coryanthes
- Corybas
- Corycium
- Corymborkis
- Cottonia
- Cotylolabium
- Cranichis
- Cremastra
- Crepidium
- Cribbia
- Crinonia
- Crocodeilanthe
- Crossoglossa
- Cryptarrhena
- Cryptocentrum
- Cryptochilus
- Cryptopus
- Cryptopylos
- Cryptostylis
- Cuitlauzina
- Cyanaeorchis
- Cyanicula
- × Cyanthera
- Cybebus
- Cyclopogon
- Cycnoches
- Cymbidiella
- Cymbidium
- Cynorkis
- Cyperocymbidium
- Cyperorchis
- Cyphochilus
- Cypholoron
- Cypripedium
- Cyrtidiorchis
- Cyrtochiloides
- Cyrtochilum
- Cyrtopodium
- Cyrtorchis
- Cyrtosia
- Cyrtostylis
- Cystorchis

## D
- × Dactylanthera
- × Dactylocamptis
- × Dactylodenia
- Dactylodenia
- Dactyloglossum
- Dactylogymnadenia
- Dactylorchis
- Dactylorhiza
- Dactylostalix
- Daiotyla
- Danhatchia
- Deceptor
- Degranvillea
- Deiregyne
- Dendrobium
- Dendrochilum
- Dendrophylax
- Dendrorchis
- Devogelia
- Diaphananthe
- Diceratostele
- Dichaea
- Dichromanthus
- Dickasonia
- Didymoplexiella
- Didymoplexiopsis
- Didymoplexis
- Dienia
- Diglyphosa
- Dignathe
- Dilochia
- Dilochiopsis
- Dilomilis
- Dimerandra
- Dimorphorchis
- Dinema
- Dinklageella
- Diodonopsis
- Diplocentrum
- Diplomeris
- Diploprora
- Dipodium
- Disa
- Discyphus
- Disperis
- Distylodon
- Diuris
- Domingoa
- Dossinia
- Dracomonticola
- Draconanthes
- Dracula
- Drakaea
- Dresslerella
- Dressleria
- Dryadella
- Dryadorchis
- Drymoanthus
- Drymoda
- Duckeella
- Dunstervillea
- Dyakia

## E
- Earina
- Echinorhyncha
- Echinosepala
- Eclecticus
- Eggelingia
- Eleorchis
- Elleanthus
- Eloyella
- Eltroplectris
- Elythranthera
- Embreea
- Encheiridion
- Encyclia
- Entomophobia
- Eparmatostigma
- Ephippianthus
- Epiblastus
- Epiblema
- Epidendrum
- Epilyna
- Epipactis
- Epipogium
- Epistephium
- Erasanthe
- Eria
- Eriaxis
- Ericksonella
- Eriochilus
- Eriodes
- Eriopsis
- Erycina
- Erythrodes
- Erythrorchis
- Esmeralda
- Euanthe
- Euchile
- Eulophia
- Eulophiella
- Euryblema
- Eurycentrum
- Eurychone
- Eurystyles
- Evotella
- Exalaria

## F
- Fernandezia
- Frigidorchis
- Frondaria
- Fuertesiella
- Funkiella

## G
- Galeandra
- Galearis
- Galeoglossum
- Galeola
- Galeottia
- Galeottiella
- Gastrochilus
- Gastrodia
- Gastrorchis
- Gavilea
- Geesinkorchis
- Gennaria
- Genoplesium
- Genyorchis
- Geoblasta
- Geodorum
- Glomera
- Glossodia
- Gomesa
- Gomphichis
- Gonatostylis
- Gongora
- Goodyera
- Govenia
- Grammangis
- Grammatophyllum
- Grandiphyllum
- Graphorchis
- Graphorkis
- Grastidium
- Grobya
- Grosourdya
- Guanchezia
- Guarianthe
- Gunnarella
- Gymnadenia
- Gymnaglossum
- × Gymnanacamptis
- Gymnanacamptis
- × Gymnotraunsteinera
- × Gymplatanthera
- Gynoglottis
- Gyrostachys

## H
- Habenaria
- Hagsatera
- Halleorchis
- Hammarbya
- Hancockia
- Hapalorchis
- Haraella
- Hederorkis
- Helleborine
- Helleriella
- Helonoma
- Hemipilia
- Hemipiliopsis
- Herminium
- Herminorchis
- Herpetophytum
- Herpysma
- Hetaeria
- Heterotaxis
- Hexalectris
- Himantoglossum
- Hintonella
- Hippeophyllum
- Hoehneella
- Hofmeisterella
- Holcoglossum
- Holothrix
- Homalopetalum
- Horichia
- Horvatia
- Houlletia
- Humboldtia
- Huntleya
- Huttonaea
- Hygrochilus
- Hylaeorchis
- Hylophila
- Hymenorchis

## I
- Imerinaea
- India
- Inti
- Ionopsis
- Ipsea
- Isabelia
- Isanitella
- Ischnogyne
- Isochilus
- Isotria
- Ixyophora

## J
- Jacquiniella
- Jejewoodia
- Jejosephia
- Jumellea

## K
- Kalimantanorchis
- Kefersteinia
- Kegelia
- Kegeliella
- Kingidium
- Kionophyton
- Koellensteinia
- Kraenzlinella
- Kreodanthus
- Kryptostoma
- Kuhlhasseltia

## L
- Lacaena
- Laelia
- Laelichilis
- × Laeliocattleya
- Lankesterella
- Lecanorchis
- Lemurella
- Lemurorchis
- Leochilus
- Lepanthes
- Lepanthopsis
- Lepidogyne
- Leporella
- Leptoceras
- Leptorchis
- Leptotes
- Leucerminium
- Leucorchis
- Ligeophila
- Limodorum
- Liparis
- Listrostachys
- Lockhartia
- Loefgrenianthus
- Loroglossum
- Ludisia
- Lueckelia
- Lueddemannia
- Luisia
- Lycaste
- Lycomormium
- Lyperanthus
- Lyroglossa

## M
- Macodes
- Macradenia
- Macroclinium
- Macropodanthus
- Malaxis
- Malleola
- Manniella
- Mapinguari
- Margelliantha
- Masdevallia
- Maxillaria
- Maxillariella
- Mediocalcar
- Megalorchis
- Megalotus
- Megastylis
- Meiracyllium
- Mesadenella
- Mesadenus
- Mexipedium
- Microchilus
- Microcoelia
- Microepidendrum
- Micropera
- Microsaccus
- Microtatorchis
- Microterangis
- Microthelys
- Microtis
- Miltonia
- × Miltonidium
- Miltoniopsis
- Mobilabium
- Monomeria
- Monophyllorchis
- Mormodes
- Mormolyca
- Mycaranthes
- Myoxanthus
- Myrmechis
- × Myrmecolaelia
- Myrmecolaelia
- Myrmecophila
- Myrosmodes
- Mystacidium

## N
- Nabaluia
- Nageliella
- Neobathiea
- Neobenthamia
- Neobolusia
- Neocogniauxia
- Neofinetia
- Neogardneria
- Neogyna
- Neolindleya
- Neomoorea
- Neotinea
- Neottia
- Neottianthe
- Nephelaphyllum
- Nephrangis
- Nervilia
- Neuwiedia
- Nidema
- Nitidobulbon
- Nohawilliamsia
- Notheria
- Nothodoritis
- Nothostele
- Notylia
- Notyliopsis

## O
- Oberonia
- Oberonioides
- Octarrhena
- Octomeria
- Odisha
- Odontochilus
- Odontoglossum
- Odontorrhynchus
- Oeceoclades
- Oeonia
- Oeoniella
- Oestlundia
- Oligophyton
- Oliveriana
- Omoea
- Oncidium
- Ophioglossella
- Ophrys
- Orchidactyla
- × Orchidactylorhiza
- Orchigymnadenia
- × Orchimantoglossum
- × Orchinea
- Orchipedum
- × Orchiplatanthera
- Orchis
- Orchiserapias
- Oreorchis
- Orestias
- Orleanesia
- Ornithidium
- Ornithocephalus
- Ornithochilus
- × Ornithocidium
- Orthoceras
- Ossiculum
- Otochilus
- Otoglossum
- Otostylis
- Oxystophyllum

## P
- Pabstia
- Pabstiella
- Pachites
- Pachygenium
- Pachyplectron
- Pachystoma
- Palmorchis
- Panisea
- Paphinia
- Paphiopedilum
- Papilionanthe
- Papillilabium
- Papuaea
- Paracaleana
- Paradisanthus
- Paralophia
- Paraphalaenopsis
- Parapteroceras
- Pecteilis
- Pedilochilus
- Pelatantheria
- Pelexia
- Penducella
- Penkimia
- Pennilabium
- Peristeranthus
- Peristeria
- Peristylus
- Pescatoria
- Phaius
- Phalaenopsis
- Pheladenia
- Phloeophila
- Pholidota
- Phragmipedium
- Phragmorchis
- Phreatia
- Phyllorchis
- Phymatidium
- Physoceras
- Physogyne
- Pilophyllum
- Pinalia
- Pityphyllum
- Platanthera
- Platycoryne
- Platylepis
- Platyrhiza
- Platystele
- Platythelys
- Plectorrhiza
- Plectrelminthus
- Plectrophora
- Pleione
- Pleurothallis
- Pleurothallopsis
- Plocoglottis
- Poaephyllum
- Podangis
- Podochilus
- Pogonia
- Pogoniopsis
- Polycycnis
- Polyotidium
- Polystachya
- Pomatocalpa
- Ponera
- Ponerorchis
- Ponthieva
- Porolabium
- Porpax
- Porphyrodesme
- Porphyroglottis
- Porphyrostachys
- Porroglossum
- Porrorhachis
- Potosia
- Praecoxanthus
- Prasophyllum
- Prescottia
- Promenaea
- Prosthechea
- × Pseudadenia
- × Pseudanthera
- Pseuderia
- × Pseudinium
- Pseuditella
- Pseudocentrum
- Pseudogoodyera
- Pseudolaelia
- Pseudorchis
- × Pseudorhiza
- Pseudovanilla
- Psilochilus
- Psychilis
- Psychopsis
- × Psytonia
- Pterichis
- Pteroceras
- Pteroglossa
- Pterostemma
- Pterostylis
- Pterygodium
- Pygmaeorchis
- Pyrorchis

## Q
- Quekettia
- Quisqueya
- Rangaeris

## R
- Rauhiella
- Renanthera
- Restrepia
- Restrepiella
- Rhaesteria
- Rhetinantha
- Rhinerrhiza
- Rhinerrhizopsis
- Rhipidoglossum
- Rhizanthella
- Rhizanthera
- Rhomboda
- Rhynchogyna
- Rhyncholaelia
- Rhynchostele
- Rhynchostylis
- Ridleyella
- Rimacola
- Risleya
- Robiquetia
- Rodriguezia
- Roeperocharis
- Rossioglossum
- Rudolfiella

## S
- Saccoglossum
- Saccolabiopsis
- Saccolabium
- Sacoila
- Samarorchis
- Sanderella
- Santanderella
- Santotomasia
- Sarcanthopsis
- Sarcochilus
- Sarcoglottis
- Sarcoglyphis
- Sarcophyton
- Sarcostoma
- Satyrium
- Saundersia
- Sauroglossum
- Saurolophorkis
- Sauvetrea
- Scaphosepalum
- Scaphyglottis
- Scelochilus
- Schiedeella
- Schistotylus
- Schizochilus
- Schlimia
- Schoenorchis
- Schomburgkia
- Schuitemania
- Schunkea
- Scuticaria
- Sedirea
- × Sedirisia
- Seegeriella
- Seidenfadenia
- Seidenfadeniella
- Selenipedium
- Senghasiella
- Serapias
- × Serapicamptis
- × Serapirhiza
- Sertifera
- Sievekingia
- Silvorchis
- Singchia
- Sirhookera
- Sirindhornia
- Skeptrostachys
- Smithorchis
- Smithsonia
- Smitinandia
- Sobennikoffia
- Sobralia
- Solenangis
- Solenidium
- Solenocentrum
- Sophronitis
- Soterosanthus
- Sotoa
- Spathoglottis
- Specklinia
- Sphyrarhynchus
- Spiculaea
- Spiranthes
- Spongiola
- Stalkya
- Stanhopea
- Staurochilus
- Stauropsis
- Stelis
- Stenia
- Stenocoryne
- Stenoglottis
- Stenoptera
- Stenorrhynchos
- Stenotyla
- Stephanothelys
- Stereochilus
- Stereosandra
- Steveniella
- Stichorkis
- Stigmatodactylus
- Stolzia
- Suarezia
- × Sudacaste
- Sudamerlycaste
- Summerhayesia
- Sunipia
- Sutrina
- Svenkoeltzia
- Systeloglossum

## T
- Taeniophyllum
- Taeniorrhiza
- Tainia
- Teagueia
- Telipogon
- Tetramicra
- Teuscheria
- Thaia
- Thecopus
- Thecostele
- Thelasis
- Thelymitra
- Thelyschista
- Thrixspermum
- Thulinia
- Thunia
- Thysanoglossa
- Tipularia
- Tolumnia
- Tomzanonia
- Townsonia
- Traunsteinera
- Trevoria
- Trias
- Triceratorhynchus
- Trichocentrum
- Trichoceros
- Trichoglottis
- Trichopilia
- Trichosalpinx
- Trichotosia
- Tridactyle
- Trigonidium
- Triphora
- Trisetella
- Trizeuxis
- Tropidia
- Tuberolabium
- Tylostigma

## U
- Uleiorchis
- Uncifera

## V
- Vanda
- Vandopsis
- Vanilla
- Vargasiella
- Vasqueziella
- Ventricularia
- Veyretella
- Veyretia
- Vietorchis
- Vitekorchis
- Vrydagzynea

## W
- Waireia
- Warczewiczella
- Warmingia
- Warrea
- Warreella
- Warreopsis
- Warscewiczella
- Wullschlaegelia

## X
- Xenikophyton
- Xerorchis
- Xylobium

## Y
- Yoania
- Ypsilopus
- Ypsilorchis

## Z
- Zelenkoa
- Zeuxine
- Zeuxinella
- Zootrophion
- Zygopabstia
- Zygopetalum
- Zygosepalum
- Zygostates